# Tadeusz Garbiński
Tadeusz Wojciech Garbiński (ur. 23 stycznia 1922 w Warszawie, zm. 13 lipca 1964) – polski lekarz ftyzjatra, profesor Akademii Medycznej we Wrocławiu. 

## Życiorys
Był pracownikiem naukowym Kliniki Gruźlicy na Wydziale Lekarskim Uniwersytetu Wrocławskiego (w 1950 r. przekształconego w Akademię Medyczną). W latach 1946–1950 był asystentem,  1950–1951 adiunktem, 1951–1958 docentem, a od 1958 r. profesorem nadzwyczajnym. W tym samym roku objął kierownictwo Kliniki Gruźlicy. Ponadto w latach 1957–1959 był prorektorem ds. nauczania. Redaktor podręcznika Choroby narządu oddechowego.
Pochowany na cmentarzu św. Rodziny przy ul. Smętnej we Wrocławiu.